# Angerville (Calvados)
Angerville ist eine französische Gemeinde mit 191 Einwohnern (Stand 1. Januar 2022) im Département Calvados in der Region Normandie. Sie gehört zum Arrondissement Lisieux und zum Kanton Cabourg. Derzeitiger Bürgermeister ist Gérard Naimi, der im Jahr 2020 gewählt wurde. Seine Amtszeit beträgt sechs Jahre.

## Lage
Das Gemeindegebiet wird vom Flüsschen Ancre und von der Autobahn A13 durchquert.
Angerville grenzt im Nordwesten an Grangues, im Norden an Douville-en-Auge, im Nordosten an Heuland, im Osten an Cresseveuille, im Süden an Saint-Léger-Dubosq und im Westen an Dozulé.

## Bevölkerungsentwicklung
| Jahr      | 1962 | 1968 | 1975 | 1982 | 1990 | 1999 | 2007 | 2015 |
| --------- | ---- | ---- | ---- | ---- | ---- | ---- | ---- | ---- |
| Einwohner | 122  | 114  | 102  | 104  | 115  | 123  | 125  | 139  |

## Sehenswürdigkeiten
- Kirche Saint-Léger